# Jules De Bisschop
Jules Maria Adolphe Henri De Bisschop (ur. 5 lutego 1879 w Gandawie, zm. 21 grudnia 1954 tamże) – belgijski wioślarz, srebrny medalista olimpijski.
Wystąpił na igrzyskach olimpijskich w Paryżu w 1900, gdzie belgijska osada Royal Club Nautique de Gand w składzie: Jules De Bisschop, Prosper Bruggeman, Oscar Dessomville, Oscar De Cock, Maurice Hemelsoet, Marcel Van Crombrugge, Frank Odberg, Maurits Verdonck i Rodolphe Poma (sternik) zdobyła srebrny medal w ósemkach ze sternikiem. Do złotych medalistów, Amerykanów z Vesper Boat Club, Belgowie stracili 6 sekund. Był to jego jedyny start olimpijski.
Ponadto zdobywał złote medal w ósemkach na mistrzostwach Europy w Turynie (1898), mistrzostwach Europy w Ostendzie (1899) i mistrzostwach Europy w Paryżu (1900).